# Jorge Fonte de Rezende
Jorge Fonte de Rezende (São Paulo de Olivença, 1911 – 2 de maio de 2006) foi um médico brasileiro.
Foi eleito membro da Academia Nacional de Medicina em 1957, sucedendo Achilles Ribeiro de Araújo na Cadeira 63, que tem Vicente Cândido Figueira de Saboia como patrono.